# Gareth Sager
Gareth Sager est guitariste, clavier, auteur compositeur et a joué un rôle important dans plusieurs groupes britanniques influents. 
Sager a fait partie de The Pop Group, de Rip Rig & Panic (avec Neneh Cherry), de Float Up CP et Head. Il a travaillé avec Susie Hug, ex lead du groupe Katydids.
Il joue aujourd'hui avec Jock Scott.